# Chiwetel Ejiofor

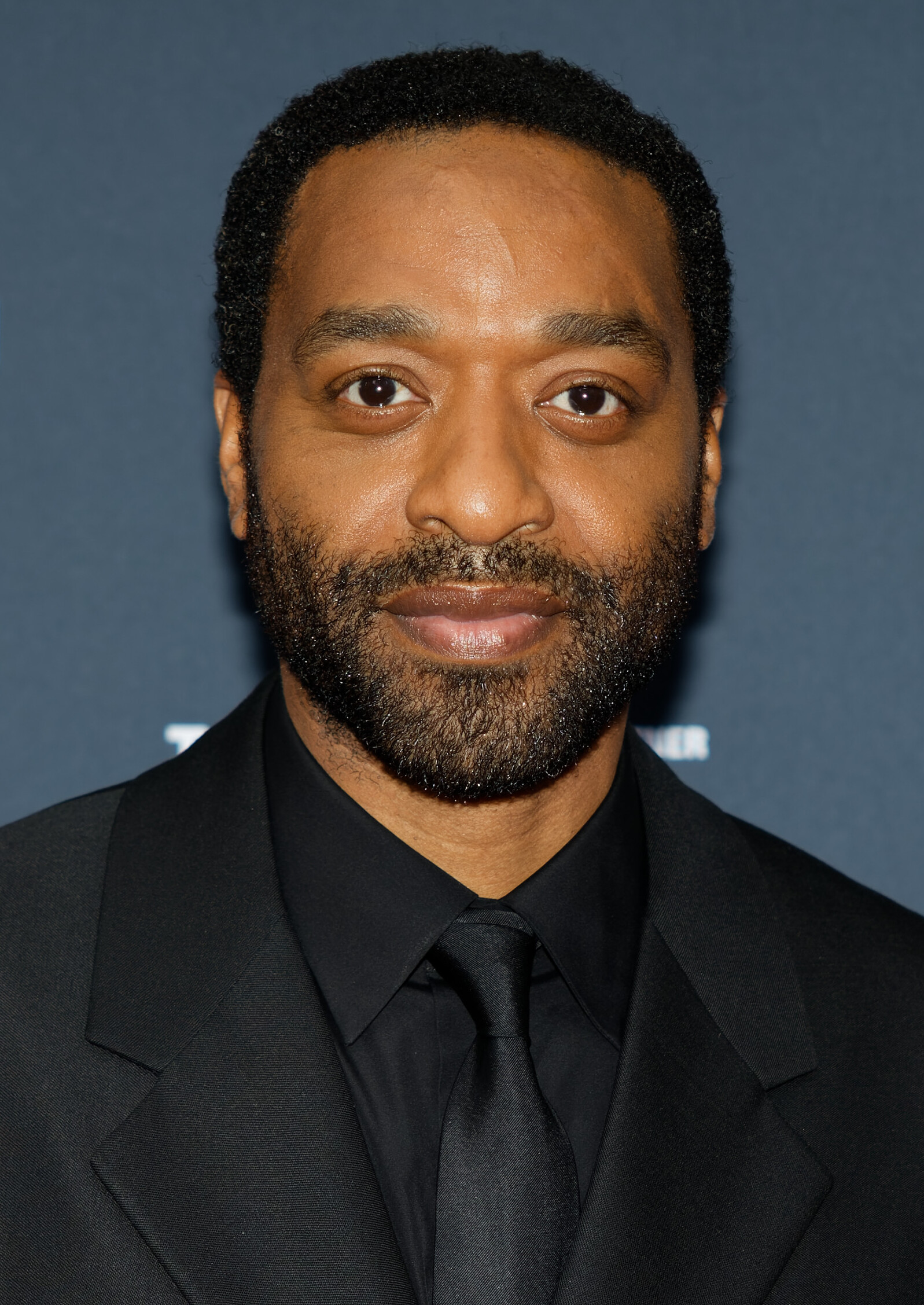
Chiwetel Ejiofor (2024)

Chiwetelu „Chiwetel“ Umeadi Ejiofor, CBE [ˈtʃuːwɨtɛl ˈɛdʒi.oʊfɔr] (* 10. Juli 1977 in London) ist ein britischer Schauspieler, der auch als Filmregisseur und Drehbuchautor tätig ist.

## Leben und Werk
Der Sohn nigerianischer Eltern wurde 1977 im Londoner Stadtteil Forest Gate geboren. Schon während seiner Schulzeit spielte Ejiofor in diversen Schulaufführungen mit, was seine Leidenschaft für das Schauspielen weckte. Von der Londoner Academy of Music and Dramatic Art erhielt er ein Stipendium, wurde Mitglied des National Youth Theatres und spielte seine erste große Rolle als Othello 1995 am Bloomsbury Theatre. Im selben Jahr bekam er in Deadly Voyage seine erste Fernsehrolle, ein Jahr später in Steven Spielbergs Amistad seine erste kleine Rolle in einem Film.
Es folgten Rollen in den Filmen G:MT Greenwich Mean Time und It Was an Accident. Im Jahr 2000 stand er als Romeo in William Shakespeares Romeo und Julia auf der Bühne, was ihm eine Nominierung für den Ian Charleson Award einbrachte. Im selben Jahr wurde Ejiofor mit dem Jack Tinker Award for Most Promising Newcomer bei den Critics’ Circle Theatre Awards ausgezeichnet.
2002 übernahm Ejiofor in Kleine schmutzige Tricks an der Seite von Audrey Tautou seine erste Hauptrolle, für die er bei den British Independent Film Awards 2003 als Bester Schauspieler ausgezeichnet wurde. Es folgten Rollen in Tatsächlich… Liebe, Red Dust – Die Wahrheit führt in die Freiheit, Melinda und Melinda, Vier Brüder, Serenity – Flucht in neue Welten und Children of Men. Von Januar bis März 2007 trat er am Royal Court Theatre im Stück Die Möwe auf und übernahm im Anschluss wieder die Rolle des Othello in einer Inszenierung des Stücks am Donmar Warehouse. Die Inszenierung und insbesondere Ejiofors Schauspiel wurde von den Kritikern gelobt. Für diese Rolle wurde er mit dem Laurence Olivier Award als Bester Schauspieler ausgezeichnet.
Nach Nebenrollen in den Kinofilmen 2012 und Salt wandte sich Ejiofor zunächst dem Fernsehen zu und war unter anderem im Fernsehfilm Der Fall Phil Spector zu sehen. 2013 übernahm er in Steve McQueens Filmdrama 12 Years a Slave die Rolle des Solomon Northup, für die er 2014 für den Golden Globe und den Oscar als bester Hauptdarsteller nominiert wurde. Für seine Darstellung des Bandleaders Louis Lester in der Miniserie Dancing on the Edge wurde Ejiofor als „Bester Hauptdarsteller – Mini-Serie oder Fernsehfilm“ für den Golden Globe nominiert.

## Filmografie (Auswahl)

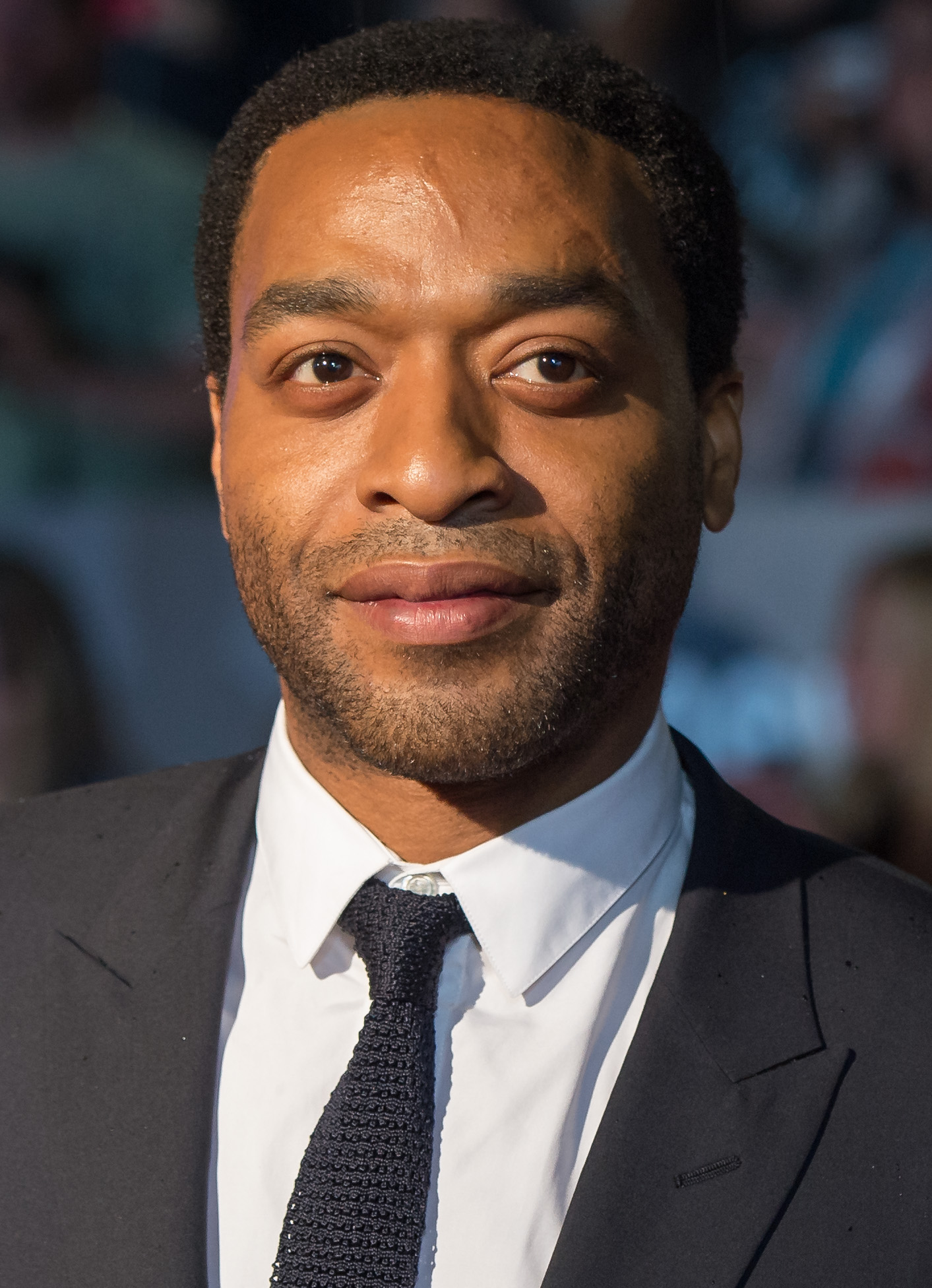
Chiwetel Ejiofor (2015)

### Darsteller
- 1996: Deadly Voyage – Treibgut des Todes (Deadly Voyage, Fernsehfilm)
- 1997: Amistad
- 1999: G:MT Greenwich Mean Time
- 2000: It Was an Accident
- 2001: Mind Games
- 2001: My Friend Soweto
- 2001: Murder in Mind (Fernsehserie)
- 2002: Kleine schmutzige Tricks (Dirty Pretty Things)
- 2003: Trust (Fernsehserie)
- 2003: Twelfth Night, or What You Will
- 2003: Three Blind Mice – Mord im Netz (3 Blind Mice)
- 2003: Tatsächlich… Liebe (Love Actually)
- 2003: The Canterbury Tales (Fernsehsechsteiler)
- 2004: She Hate Me
- 2004: Red Dust – Die Wahrheit führt in die Freiheit (Red Dust)
- 2004: Melinda und Melinda (Melinda and Melinda)
- 2005: Vier Brüder (Four Brothers)
- 2005: Serenity – Flucht in neue Welten (Serenity)
- 2005: Slow Burn – Verführerische Falle (Slow Burn)
- 2005: Kinky Boots – Man(n) trägt Stiefel (Kinky Boots)
- 2006: Inside Man
- 2006: Children of Men
- 2006: Tsunami – Die Killerwelle (Tsunami: The Aftermath, Fernsehfilm)
- 2007: American Gangster
- 2007: Talk to Me
- 2008: Redbelt
- 2009: Endgame
- 2009: Tonight at Noon
- 2009: 2012
- 2010: Salt
- 2011: The Shadow Line (Fernsehserie)
- 2013: Dancing on the Edge (Fernsehserie)
- 2013: Der Fall Phil Spector (Phil Spector, Fernsehfilm)
- 2013: 12 Years a Slave
- 2013: Savannah
- 2015: Z for Zachariah – Das letzte Kapitel der Menschheit (Z for Zachariah)
- 2015: Der Marsianer – Rettet Mark Watney (The Martian)
- 2015: Vor ihren Augen (Secret in Their Eyes)
- 2016: Triple 9
- 2016: Doctor Strange
- 2017: Red Nose Day Actually (Kurzfilm)
- 2018: Come Sunday
- 2018: Maria Magdalena (Mary Magdalene)
- 2019: Der Junge, der den Wind einfing (The Boy Who Harnessed the Wind)
- 2019: Der König der Löwen (The Lion King, Stimme von Scar)
- 2019: Maleficent: Mächte der Finsternis (Maleficent: Mistress of Evil)
- 2020: The Old Guard
- 2021: Locked Down
- 2021: Infinite – Lebe unendlich (Infinite)
- 2022: The Man Who Fell to Earth (Fernsehserie)
- 2022: Doctor Strange in the Multiverse of Madness
- 2023: The Pod Generation
- 2024: Rob Peace
- 2024: The Life of Chuck
- 2024: Venom: The Last Dance
- 2025: Bridget Jones – Verrückt nach ihm (Bridget Jones: Mad About the Boy)
- 2025: Eleanor the Great
- 2025: The Old Guard 2

### Regie und Drehbuch
- 2008: Slapper (Kurzfilm)
- 2013: Columbite Tantalite (Kurzfilm)
- 2019: Der Junge, der den Wind einfing (The Boy Who Harnessed the Wind)
- 2024: Rob Peace

## Auszeichnungen (Auswahl)
- 2000: Nominierung für den Ian Charleson Award (Preis für die besten Leistungen britischer Schauspieler unter 30) für seine Rolle als Romeo in Shakespeares Romeo und Julia
- 2000: Jack Tinker Award bei den Critics’ Circle Theatre Awards als vielversprechender Newcomer.
- 2000: London Evening Standard Theatre Award als bester Newcomer für seine Rolle in Joe Penhalls Blue/Orange
- 2000: Nominierung für den Laurence Olivier Theatre Award als Bester Nebendarsteller.
- 2001: Nominierung für den Laurence Olivier Theatre Award als Bester Nebendarsteller.
- 2002: British Independent Film Award als Bester Schauspieler in Dirty Pretty Things
- 2004: Nominierung für den Europäischen Filmpreis als Bester Schauspieler in Dirty Pretty Things
- 2005: Nominierung für den British Independent Film Award als Bester Schauspieler in Kinky Boots
- 2006: Nominierung für den Black Movie Award als Bester Schauspieler in Kinky Boots
- 2007: Nominierung für den Golden Globe als Bester Schauspieler in Kinky Boots und in Tsunami – Die Killerwelle.
- 2008: Laurence Olivier Theatre Award als Bester Schauspieler in Shakespeares Othello am Donmar Warehouse, London.
- 2008: Ernennung zum Officer of the British Empire
- 2014: Nominierung für den Golden Globe als Bester Hauptdarsteller – Drama in 12 Years a Slave und als Bester Hauptdarsteller – Mini-Serie oder Fernsehfilm in Dancing on the Edge
- 2014: British Academy Film Award als Bester Hauptdarsteller in 12 Years a Slave
- 2014: Nominierung für den Oscar als Bester Hauptdarsteller in 12 Years a Slave
- 2014: Nominierung für den Emmy Award als Bester Hauptdarsteller in einer Miniserie oder einem Fernsehfilm in Dancing on the Edge
- 2015: Ernennung zum Commander of the British Empire[2]